# Фінал Кубка Іспанії з футболу 1944
Фінал Кубка Іспанії з футболу 1944 — футбольний матч, що відбувся 25 червня 1944 року. У ньому визначився 42-й переможець кубка Іспанії.

## Шлях до фіналу
| Атлетік                      | Атлетік   | Атлетік                                         | Раунд       | Валенсія               | Валенсія  | Валенсія                 |
| ---------------------------- | --------- | ----------------------------------------------- | ----------- | ---------------------- | --------- | ------------------------ |
| Суперник                     | Результат | Матчі                                           |             | Суперник               | Результат | Матчі                    |
| Баракальдо                   | 4–3       | 0–1 на виїзді; 4–2 вдома                        | 1/16 фіналу | Реал Сарагоса          | 7–3       | 2–3 на виїзді; 5–0 вдома |
| Аренас Клуб Гечо             | 10–2      | 6–1 на виїзді; 4–1 вдома                        | 1/8 фіналу  | Депортіво (Ла-Корунья) | 6–2       | 2–0 вдома; 4–2 на виїзді |
| Гранада                      | 6–2       | 6–1 вдома; 0–1 на виїзді                        | 1/4 фіналу  | Сабадель               | 8–2       | 2–1 на виїзді; 6–1 вдома |
| Атлетіко Авіасьйон де Мадрид | 6–5       | 1–3 на виїзді; 2–0 вдома; 3–2 (нейтральне поле) | 1/2 фіналу  | Реал Мурсія            | 8–1       | 3–0 вдома; 5–1 на виїзді |

## Подробиці
| 25 червня 1944 |

| Атлетік (Більбао)      | 2:0      | Валенсія |
| ---------------------- | -------- | -------- |
| Сарра 30' Ескудеро 44' | Протокол |          |

| Монжуїк, Барселона Глядачів: 65 000 Арбітр: Агустін Вілальта |

|  |  |

| В           |  | Раймундо Лесама  |
| З           |  | Ісаак Осеха (к)  |
| З           |  | Сальвадор Аркета |
| ПЗ          |  | Нандо Гонсалес   |
| ПЗ          |  | Роберто Бертоль  |
| ПЗ          |  | Франсіско Селая  |
| Н           |  | Августин Гаїнса  |
| Н           |  | Рафаель Ескудеро |
| Н           |  | Тельмо Сарра     |
| Н           |  | Хосе Луїс Панісо |
| Н           |  | Рафа Іріондо     |
| Тренер:     |  |                  |
| Хуан Уркісу |  |                  |

| В               |  | Ігнасіо Ейсагірре       |
| З               |  | Хуан Рамон Сантьяго (к) |
| З               |  | Альваро Перес Васкес    |
| ПЗ              |  | Сімон Лекуе             |
| ПЗ              |  | Карлос Ітурраспе        |
| ПЗ              |  | Хігініо Ортусар         |
| Н               |  | Вісенте Асенсі          |
| Н               |  | Сільвестре Ігоа         |
| Н               |  | Мундо                   |
| Н               |  | Вісенте Ернандес        |
| Н               |  | Епіфаніо Фернандес      |
| Тренер:         |  |                         |
| Едуардо Кубельс |  |                         |